# Corythoichthys amplexus
Corythoichthys amplexus · Syngnathe à bandes marron
Espèce
Synonymes
- Corythoichutys amplexus Dawson & Randall, 1975

Statut de conservation UICN

 LC  : Préoccupation mineure
Corythoichthys amplexus, communément nommé Syngnathe à bandes marron, est une espèce de poisson marin de la famille des Syngnathidae.
Le Syngnathe à bandes marron est présent dans les eaux tropicales de la région Indo-Ouest Pacifique soit des côtes orientales de l'Afrique aux îles Samoa.
Sa taille maximale est de 10 cm .